# Höfen
Höfen foi uma comuna da Suíça, no Cantão Berna, com cerca de 399 habitantes. Estendia-se por uma área de 4,61 km², de densidade populacional de 87 hab/km². Confinava com as seguintes comunas: Amsoldingen, Niederstocken, Oberstocken, Pohlern, Reutigen, Uebeschi, Zwieselberg.
A língua oficial nesta comuna era o Alemão.

## História
Em 1 de janeiro de 2014, passou a formar parte da nova comuna de Stocken-Höfen.
1. ↑  Nomenklaturen – Amtliches Gemeindeverzeichnis der Schweiz Arquivado em 2015-11-13 no Wayback Machine (em alemão) Acesso em 13 de dezembro de 2014